# مسجد أوبورن غاليبولي
مسجد أوبورن جاليبولي هو أحدُ المساجد الأسترالية المبنيّ وفقاً للطراز المعماري العثماني. يَقعُ المسجد في أوبورن، إحدى ضواحي مدينة سيدني الواقعةُ في ولاية نيوساوث ويلز. يرتاد المسجد يومياً أكثر من 500 مصلٍ، وتتزايد الأعداد يوم الجمعة لأجل الصلاة الجامعة؛ إذ يبلغ عدد المصلين حوالي 2000 مصل كل جمعة. ومما هو جديرٌ بالذكر، أنّ الأتراك الأستراليين هم أكثر من يرتاد المسجد.

## الأهمية والتاريخ
إنّ اسم المسجد ليس إلا استحضاراً لتراث حملة جاليبولي خلال الحرب العالمية الأولى والتي كان لها دورٌ محوري في تاريخ البلدين، أي أستراليا وتركيا. بحسب المسؤولين عن المسجد، فإن المراد من اسم المسجد هو التعبير عن ذلك «التراث المشترك بين المجتمع الأسترالي والجالية الرئيسة التي ساهمت في بناء المسجد، وهم جالية الأتراك الأستراليين.»
إنّ أول مسجدٍ في موقع المسجد الحالي كان عبارةً عن بيت دون جدرانٍ داخلية؛ وذلك لأجل تأمين المساحة اللازمة للمصلين، وقد افتتح هذه المسجد في 3 تشرين الثاني من عام 1979 م. وقد شُرع العمل في بناء المسجد الحالي في عام 1986 م، وانتُهي من تشطيباته والعمل فيه ليفتتح في 28 تشرين الثاني 1999؛ أي بعد عشرين سنة من افتتاحه الأول.

## وصلات خارجية
- الموقع الرسمي